# Wall (Cameroun)
Pour les articles homonymes, voir Wall.
Wall est un village de la région du Centre du Cameroun. Il est localisé dans l'arrondissement (commune) de Minta, département de la Haute-Sanaga. On y accède par la piste rurale qui lie Meba à Mbargué.

## Population et société
En 1963, la population de Wall était de 403 habitants. Wall comptait 652 habitants lors du dernier recensement de 2005. La population est constituée pour l’essentiel de Bamvele.